# Futbol'nyj Klub Ufa 2019-2020
Questa voce raccoglie le informazioni riguardanti il Futbol'nyj Klub Ufa nelle competizioni ufficiali della stagione 2019-2020.

## Stagione
Dopo la negativa stagione precedente, i risultati migliorarono tanto che la squadra raggiunse la salvezza in Prem'er-Liga con un tranquillo nono posto finale.

## Maglie
| Manica sinistra · Manica sinistra · Maglietta · Maglietta · Manica destra · Manica destra · Pantaloncini · Pantaloncini · Calzettoni | Manica sinistra · Manica sinistra · Maglietta · Maglietta · Manica destra · Manica destra · Pantaloncini · Pantaloncini · Calzettoni · Calzettoni |

## Rosa
| N. |                        | Ruolo | Calciatore              |
| -- | ---------------------- | ----- | ----------------------- |
| 1  | Russia (bandiera)      | P     | Aleksej Černov          |
| 2  | Russia (bandiera)      | D     | Danil Krugovoy          |
| 3  | Russia (bandiera)      | D     | Pavel Alikin (capitano) |
| 4  | Russia (bandiera)      | D     | Aleksey Nikitin         |
| 5  | Slovenia (bandiera)    | D     | Bojan Jokic             |
| 6  | Uzbekistan (bandiera)  | C     | Oston Urunov            |
| 7  | Russia (bandiera)      | A     | Dmitriy Sysuev          |
| 8  | Moldavia (bandiera)    | C     | Cătălin Carp            |
| 9  | Russia (bandiera)      | D     | Denis Terentjev         |
| 10 | Lussemburgo (bandiera) | C     | Olivier Thill           |
| 11 | Slovenia (bandiera)    | A     | Lovro Bizjak            |
| 13 | Russia (bandiera)      | C     | Kirill Folmer           |
| 15 | Russia (bandiera)      | D     | Aleksandr Putsko        |
| 16 | Russia (bandiera)      | P     | Yuri Shafinskiy         |
| 17 | Russia (bandiera)      | C     | Nikolay Giorgobiani     |
| 19 | Russia (bandiera)      | A     | Gamid Agalarov          |
| 22 | Russia (bandiera)      | C     | Artem Golubev           |
| 23 | Russia (bandiera)      | C     | Danila Emeljanov        |

| N. |                      | Ruolo | Calciatore         |
| -- | -------------------- | ----- | ------------------ |
| 27 | Romania (bandiera)   | D     | Ionut Nedelcearu   |
| 31 | Russia (bandiera)    | P     | Aleksandr Belenov  |
| 32 | Slovenia (bandiera)  | A     | Andrés Vombergar   |
| 33 | Russia (bandiera)    | D     | Aleksandr Sukhov   |
| 34 | Russia (bandiera)    | D     | Turgay Mokhbaliev  |
| 55 | Georgia (bandiera)   | D     | Jemal Tabidze      |
| 57 | Russia (bandiera)    | A     | Vyacheslav Krotov  |
| 74 | Russia (bandiera)    | C     | Daniil Fomin       |
| 77 | Russia (bandiera)    | C     | Azer Aliev         |
| 87 | Russia (bandiera)    | C     | Igor Bezdenezhnykh |
| 99 | Russia (bandiera)    | A     | Andrej Kozlov      |
| -  | Russia (bandiera)    | P     | Igor Maltsev       |
| -  | Russia (bandiera)    | C     | Nikita Belousov    |
| -  | Russia (bandiera)    | C     | Azamat Zaseev      |
| -  | Russia (bandiera)    | C     | Magomed Rabadanov  |
| -  | Rep. Ceca (bandiera) | C     | Ondrej Vanek       |
| -  | Nigeria (bandiera)   | A     | Sly                |

## Risultati

### Campionato
| Arbitro: | Sergey Karasev |

|                                        |           |                                           |
| Eric Bicfalvi 14’, 49’ Yuriy Bavin 81’ | Marcatori | 77’ Andrej Kozlov 86’ (rig.) Daniil Fomin |

| Arbitro: | Aleksey Eskov |

|                                    |           |                                                             |
| Catalin Carp 29’ Jemal Tabidze 40’ | Marcatori | 52’ Younes Namli 73’ Tonny Vilhena 86’ (aut.) Jemal Tabidze |

| Arbitro: | Vasili Kazartsev |

|                                                  |           |                       |
| Daniil Fomin 22’ Vladimir Poluyakhtov 33’ (aut.) | Marcatori | 25’ Srdjan Mijailovic |

| Soči 4 agosto 2019, ore 20:30 4ª giornata | Soči           | 0 – 0 referto | Ufa | Stadio Olimpico Fišt (11.100 spett.)\| Arbitro: \| Aleksey Sukhoy \| |
| Arbitro:                                  | Aleksey Sukhoy |               |     |                                                                      |

| Arbitro: | Mikhail Vilkov |

|                    |           |  |
| Víctor Álvarez 28’ | Marcatori |  |

| Arbitro: | Evgeni Turbin |

|                 |           |  |
| Sly 40’ Sly 79’ | Marcatori |  |

| Arbitro: | Sergej Ivanov |

|                  |           |  |
| Daniil Fomin 79’ | Marcatori |  |

| Arbitro: | Igor Panin |

|                       |           |                                                 |
| Vyacheslav Krotov 68’ | Marcatori | 40’ (rig.) Djordje Despotovic 66’ Georgiy Zotov |

| Mosca 16 settembre 2019, ore 19:00 9ª giornata | Dinamo Mosca   | 0 – 0 referto | Ufa | Arena Chimki (9.538 spett.)\| Arbitro: \| Vitali Meshkov \| |
| Arbitro:                                       | Vitali Meshkov |               |     |                                                             |

| Arbitro: | Aleksey Sukhoy |

|                              |           |  |
| Nikolay Rasskazov 13’ (aut.) | Marcatori |  |

| Kazan' 29 settembre 2019, ore 13:00 11ª giornata | Rubin            | 0 – 0 referto | Ufa | Central Stadium Kazan (8.314 spett.)\| Arbitro: \| Aleksey Matyunin \| |
| Arbitro:                                         | Aleksey Matyunin |               |     |                                                                        |

| Arbitro: | Vladislav Bezborodov |

|  |           |                 |
|  | Marcatori | 9’ Wilker Ángel |

| Arbitro: | Nikolay Voloshin |

|                       |           |                    |
| Vyacheslav Krotov 83’ | Marcatori | 26’ Ilzat Akhmetov |

| Arbitro: | Sergey Lapochkin |

|                                                                 |           |  |
| Mikhail Kostyukov 12’ Vladimir Obukhov 63’ Adessoye Oyewole 66’ | Marcatori |  |

| Arbitro: | Evgeni Turbin |

|                         |           |          |
| Lovro Bizjak 72’ (rig.) | Marcatori | 59’ Éder |

| Orenburg 10 novembre 2019, ore 10:30 16ª giornata | Orenburg       | 0 – 0 referto | Ufa | Stadio Gazovik (2.582 spett.)\| Arbitro: \| Mikhail Vilkov \| |
| Arbitro:                                          | Mikhail Vilkov |               |     |                                                               |

| Arbitro: | Aleksey Matyunin |

|                      |           |                  |
| Andrés Vombergar 85’ | Marcatori | 25’ Dmitri Poloz |

| Arbitro: | Stanislav Vasiljev |

|  |           |                  |
|  | Marcatori | 25’ Lovro Bizjak |

| Arbitro: | Sergey Karasev |

|  |           |                |
|  | Marcatori | 10’ Azer Aliev |

| Arbitro: | Stanislav Vasiljev |

|                                |           |  |
| Marcus Berg 67’ Ari 83’ (rig.) | Marcatori |  |

| San Pietroburgo 9 marzo 2020, ore 17:00 21ª giornata | Zenit San Pietroburgo | 0 – 0 referto | Ufa | Stadio Petrovsky (42.191 spett.)\| Arbitro: \| Aleksey Sukhoy \| |
| Arbitro:                                             | Aleksey Sukhoy        |               |     |                                                                  |

| Mosca 15 marzo 2020, ore 14:30 22ª giornata | CSKA Mosca       | 0 – 0 referto | Ufa | VEB Arena (4.700 spett.)\| Arbitro: \| Nikolay Voloshin \| |
| Arbitro:                                    | Nikolay Voloshin |               |     |                                                            |

| Arbitro: | Vitali Meshkov |

|                                                    |           |                       |
| Daniil Fomin 20’ (rig.) Nikolay Giorgobiani 90'+1’ | Marcatori | 77’ Mikhail Kostyukov |

| Mosca 27 giugno 2020, ore 15:30 24ª giornata | Spartak Mosca        | 0 – 0 referto | Ufa | Luzhniki Stadium (4.179 spett.)\| Arbitro: \| Vladislav Bezborodov \| |
| Arbitro:                                     | Vladislav Bezborodov |               |     |                                                                       |

| Ufa 1º luglio 2020, ore 14:00 25ª giornata | Ufa           | 0 – 0 referto | Rubin | Stadio Neftjanik (1.497 spett.)\| Arbitro: \| Evgeni Turbin \| |
| Arbitro:                                   | Evgeni Turbin |               |       |                                                                |

| Arbitro: | Sergey Lapochkin |

|                        |           |                     |
| Denis Terentjev 90'+3’ | Marcatori | 66’ Othman El Kabir |

| Arbitro: | Aleksey Eskov |

|                         |           |                                               |
| Dennis Hadzikadunic 27’ | Marcatori | 68’ (rig.) Daniil Fomin 75’ Vyacheslav Krotov |

| Arbitro: | Vladislav Bezborodov |

|                      |           |                         |
| Jefferson Farfán 81’ | Marcatori | 39’ (rig.) Daniil Fomin |

| Arbitro: | Pavel Kukuyan |

|  |           |                      |
|  | Marcatori | 79’ (rig.) Joãozinho |

| Ufa 22 luglio 2020, ore 18:00 30ª giornata | Ufa              | 0 – 0 referto | Arsenal Tula | Stadio Neftjanik (1.127 spett.)\| Arbitro: \| Aleksey Matyunin \| |
| Arbitro:                                   | Aleksey Matyunin |               |              |                                                                   |

### Coppa di Russia
| Arbitro: | Kirill Levnikov |

|  |           |                  |
|  | Marcatori | 37’ Lovro Bizjak |

| Arbitro: | Sergej Ivanov |

|                   |           |  |
| Jaka Bijol 90'+2’ | Marcatori |  |